# Агресія води
Агресія води — негативна дія підземних вод на метал і бетон називається агресією води. Розрізняють агресію вилужну, загальнокислотну, вуглекислотну, сульфатну і магнезіальну.
- Вилужна агресія виникає за малого вмісту у воді НСО3. У цих умовах відбувається розчинення і вимивання з бетону карбонатів, які він містить.

Загальнокислотна агресія обумовлена низьким значенням водневого показника рН, через що посилюється розчинення вапна у бетоні.
Вуглекислотна агресія виникає внаслідок дії агресивної вуглекислоти СО2. В процесі взаємодії з водою із цементу виділяється вільне вапно СаСО3, яке реагує з вільною вуглекислотою СО2. Реакція йде за схемою:
СаСО3 + СО2 + Н2О = Са (НСО3)2. 
Бігідрокарбонат кальцію, що утворюється при цьому, є розчинною сполукою і легко виноситься з бетону.
- Сульфатна агресія виникає за наявності у воді підвищеної кількості сульфату SO42-, при цьому у бетоні відбувається кристалізація нових сполук, утворення яких супроводжується збільшенням об'єму, внаслідок чого і відбувається його руйнування. Такими новими сполуками є гіпс — CaSO4•2Н2О та сульфоаллюмінат кальцію — 3СаО•Al2O3•3CaSO4•31H2O (цементна бацила). Під час утворення гіпсу об'єм збільшується у два рази, цементної бацили — у 2,5 рази.

- Магнезіальна агресія, як і сульфатна, призводить до руйнування бетону під час взаємодії його з водою, яка вміщує підвищені кількості Mg2+. При цьому, якщо вміст іонів Mg2+ буде меншим за 1000 мг/дм3, вода вважається магезіально-неагресивною, незалежно від вмісту іона SO42-.

- Твердість води також відбивається на її агресивній дії на бетон.

Для практичних розрахунків оцінка агресивності води проводиться у відповідності з «Інструкцією з проектування, ознак і норм агресивності 
води – середовища для залізобетонних та бетонних конструкцій».